# إيرل مونرو
إيرل مونرو (بالإنجليزية: Earl Monroe) مواليد 21 نوفمبر 1944 في فيلادلفيا، هو لاعب كرة سلة أمريكي سابق بدأ مسيرته الاحترافية في سنة 1967. يبلغ طوله 6 قدم 3 بوصة (1.9 م). اعتزل اللعب في 1980.

## فرق لعب لها
- واشنطن ويزاردز
- نيويورك نيكس

## روابط خارجية
- إيرل مونرو على موقع إن بي أي (الإنجليزية)
- إيرل مونرو على موقع سبورتس رفرنس (الإنجليزية)
- إيرل مونرو على موقع ريلجم (الإنجليزية)
- إيرل مونرو على موقع بروبوليرز (الإنجليزية)
- إيرل مونرو على موقع قاعة المشاهير الجامعة الوطنية لكرة السلة (الإنجليزية)